# Cos-B

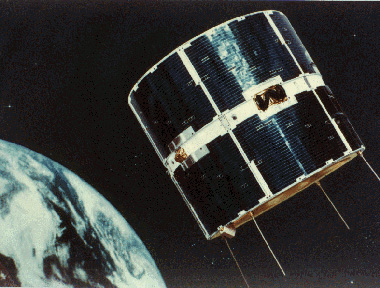

Cos-B 또는 COS-B는 우주 감마선원을 연구하는 최초의 유럽 우주 연구 기구(ESRO) 임무였다. COS-B는 1960년대 중반 유럽 과학계에 의해 처음 제안되었으며 1969년 ESRO 위원회의 승인을 받았다. 이 임무는 감마선 탐지기가 포함된 위성으로 구성되었으며, NASA는 ESRO를 대신하여 1975년 8월 9일 발사했다. 임무는 위성이 계획보다 4년 더 긴 6.5년 이상 작동하고 감마선에 대한 데이터 양이 25배 증가한 후 1982년 4월 25일에 완료되었다. 과학적 결과에는 2CG가 포함되었다. 약 25개의 감마선 소스와 은하수 지도가 나열된 카탈로그이다. 위성은 또한 엑스선 쌍성 시그너스 X-3을 관찰했다.

## 발사

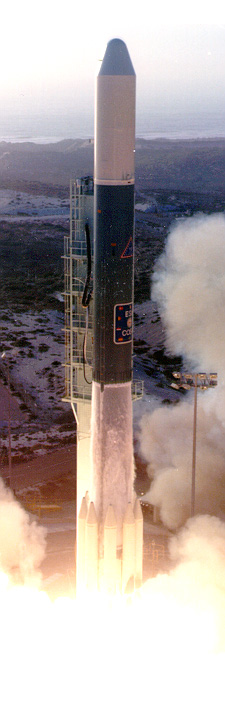
반덴버그 공군기지에서 COS-B가 발사되는 모습.

COS-B는 1975년 8월 9일 반덴버그 공군기지에서 델타 2913 로켓을 통해 발사되었다.